# Louie the Rune Soldier
Louie the Rune Soldier (魔法戦士リウイ, mahō senshi riui) is een Japanse light novelreeks geschreven door Ryo Mizuno met tekeningen van Mamoru Yokota. De serie is onderdeel van de Sword World setting en speelt zich af op de wereld Forcelia, waar ook andere boeken van Mizuno, Record of Lodoss War, Crystania, en Sword World zich op afspelen.
De boekenreeks volgt hoofdpersoon Louie, een magiër-in-opleiding die op reis gaat met drie vrouwelijke avonturiers genaamd Melissa, een priesteres van de oorlogsgod Myrii, Merrill de dief en de huurling Genie. Melissa heeft van haar god Myrii een revelatie ontvangen die suggereert dat Louie, een niet al te serieuze vrouwenversierder en kroegtijger, haar gedroomde held zou zijn. Om erachter te komen of Louie inderdaad de held is die ze zoekt, trekt het viertal op avontuur.
Rune Soldier begon in 1993 als onderdeel van de Sword World Novel boekenreeks, maar later in de jaren negentig werd de serie niet langer uitgebracht onder de Sword World Novel serie, maar als een op zichzelf staande serie. In totaal zijn er 21 boeken verschenen, verspreid over drie series.
In 2001 kwam er een anime televisieserie uit bestaande uit 24 afleveringen. De anime was komischer getint dan de boekenreeks en introduceerde aspecten die niet in de boekenreeks voorkwamen, zoals Louie's "Louie Punch!". De anime was losjes gebaseerd op de eerste boekenreeks. De anime is in het westen uitgegeven door ADV Films onder de titel Rune Soldier. Een manga-adaptatie door Jun Sasameyuki werd uitgegeven van 1999 tot 2003 in zes delen. In 2016 werd een tweede manga-adaptatie uitgegeven, ditmaal was de adaptatie aan de hand van Koji Hasegawa. 

## Personages
- Louie (リウイ), een student aan de magiërsgilde in het koninkrijk Orphan en de geadopteerde zoon van schoolhoofd Carwes. Gespierd, soms een beetje dom, en vaak te vinden in de kroeg. Hoewel hij magie studeert, gebruikt hij, als het erop aankomt, liever zijn vuisten.
- Melissa (メリッサ), een priesteres van Myrii, de god van de oorlog, en dochter van een graaf van het koninkrijk Ramliearth. Ze is op zoek naar een dappere held en haar god heeft haar een revelatie gegeven die suggereert dat die held wel eens Louie zou kunnen zijn, echter lijkt Louie op het eerste gezicht helemaal niet de kwalificaties van een held in zich te hebben.
- Merrill (ミレル), een jonge dievegge. Oorspronkelijk aangesloten bij de dievengilde van Orphan, maar wanneer ze Melissa ontmoet besluit ze zich bij haar aan te sluiten en op avontuur te gaan.
- Genie (ジーニ), een gespierde huurlinge aangesloten bij de huurlingengilde van Orphan. Ze betrapt Merrill op het bestelen van Melissa's portemonnee. Wanneer ze de portemonnee teruggeeft aan Melissa, vraagt Melissa haar mee te gaan op avontuur.

## Boekenoverzicht

### Serie 1
- Rune Soldier 1
- Rune Soldier 2
- Rune Soldier 3
- Rune Soldier 4
- Rune Soldier 5
- Rune Soldier 6
- Rune Soldier 7
- Rune Soldier 8
- Rune Soldier 9
- Rune Soldier 0

### Serie 2
- Rune Soldier in the Kingdom of Swords
- Rune Soldier in the Kingdom at the Lakeside
- Rune Soldier in the Kingdom of Sand Dust

### Serie 3
- Farlam's Sword: Rune Soldier in the Kingdom of Sages
- Farlam's Sword: Rune Soldier on the Accursed Island
- Farlam's Sword: Rune Soldier in the Pastoral Land
- Farlam's Sword: Rune Soldier in the Kingdom of Steel
- Farlam's Sword: Rune Soldier on the Island of Gods
- Farlam's Sword: Rune Soldier on the Sea of Storms
- Farlam's Sword: Rune Soldier on the Island of Smokefire
- Farlam's Sword: Rune Soldier in the Land of Runes